# Dan Povenmire

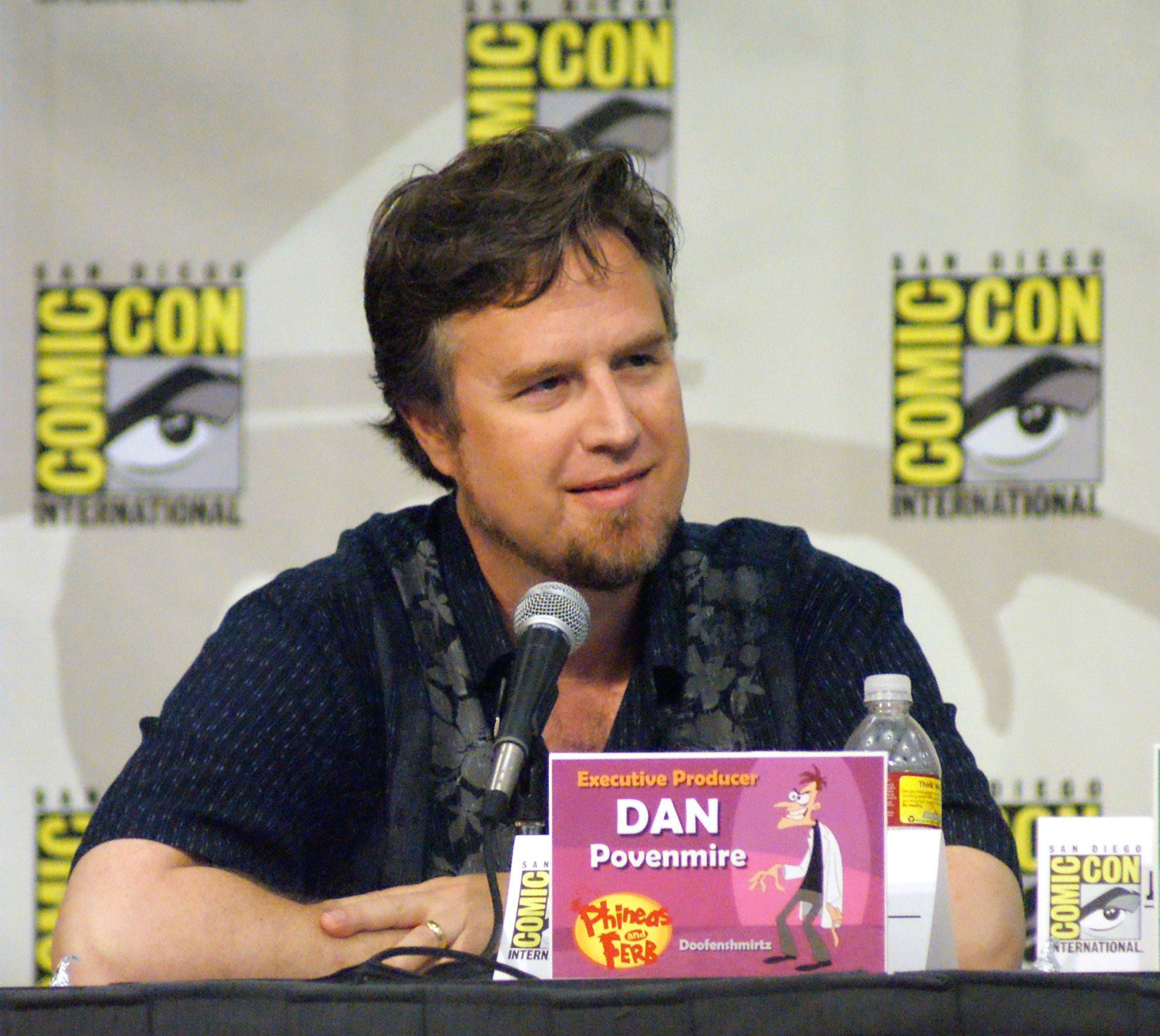
Dan Povenmire op de Comic Con International in 2009

Daniel Kingsley "Dan" Povenmire (San Diego, 18 september 1963) is een Amerikaans televisieregisseur, producent en schrijver, die zich toelegt op animatieseries. Hij is vooral bekend als medebedenker van de series Phineas en Ferb en Milo Murphy's Wet. In de eerstgenoemde serie spreekt hij tevens de stem van het personage Heinz Doofenshmirtz in. Verder is hij bekend van series als Hey Arnold!, The Simpsons, Rocko's Modern Life, Family Guy en SpongeBob SquarePants. Hij werkt regelmatig samen met Jeff "Swampy" Marsh.

## Biografie
Povemire werd geboren in San Diego maar groeide op in Mobile, Alabama. Reeds op zijn tweede bleek hij aanleg te hebben voor tekenen en op zijn tiende werden zijn tekeningen al tentoongesteld op lokale kunstbeurzen. In zijn jeugd beschouwde hij tekenaar Chuck Jones als zijn idool. Povenmire studeerde aan de University of South Alabama, maar besloot voor het einde van zijn studie dat hij een carrière in de filmindustrie wilde nastreven en stapte daarom over naar de University of Southern California School of Cinematic Arts. Hij verliet echter ook deze universiteit zonder diploma.
Povenmires eerste betaalde werk was aan een stripserie getiteld Life is a Fish, die tijdens zijn studententijd werd gepubliceerd in de universiteitskrant. Na te zijn gestopt met zijn studie, kreeg hij een baan als tekenaar voor Far Out Man. In de jaren 90 wist hij een vaste baan te bemachtigen bij het productieteam van de hitserie The Simpsons. Hier leerde hij Jeffery Marsh kennen. Omdat werk aan The Simpsons nogal onregelmatig gebeurde, nam Marsh nog een tweede baantje bij Nickelodeon voor de productie van de serie Rocko's Modern Life. Hier kreeg hij veel meer vrijheid om afleveringen te maken zoals hij dat wilde. Daarom nam Povenmire ontslag bij The Simpsons en ging zich geheel toeleggen op Rocko’s Modern Life. Ook Jeff Marsh maakte de overstap.
In 1993, terwijl ze samen voor Nickelodeon werkten, kwamen Povemire en Marsh reeds met een idee voor een serie die uiteindelijk zou uitgroeien tot Phineas en Ferb. De twee kregen het idee echter aan geen enkele studio verkocht en gingen weer hun eigen weg. Povemire werd regisseur voor Family Guy beginnend met de aflevering Road to Rhode Island van seizoen 2. Seth MacFarlane gaf Povemire de vrijheid om de losse grappen en segmenten in de serie naar eigen inzicht op te vullen. In 2002 won de door Povenmire geregisseerde aflevering Brian Wallows and Peter's Swallows de Emmy Award voor beste lied. Tijdens zijn werk als regisseur voor Family Guy kreeg Povenmire nog een extra baan aangeboden als storyboardregisseur van SpongeBob SquarePants. Hij schreef enkele muzikale nummers voor deze serie.
Na 16 jaar proberen lukte het Povemire uiteindelijk om zijn idee voor Phineas en Ferb te verkopen aan Walt Disney Company. Hij stopte met zijn werk bij Family Guy en zocht weer contact met Jeff Marsh, die inmiddels naar Engeland was verhuisd, om de serie te produceren. Samen kregen ze een contract voor 26 afleveringen. De serie bleek een succes.

## Filmografie

### Films
| Jaar | Film                                                   | Rol                                          | Notities                     |
| ---- | ------------------------------------------------------ | -------------------------------------------- | ---------------------------- |
| 1988 | Never on Tuesday                                       |                                              | Storyboard artist            |
| 1989 | Going Overboard                                        | Yellow Teeth                                 |                              |
| 1990 | Far Out Man                                            |                                              | Tekenaar                     |
| 1991 | The Dark Backward                                      |                                              | Storyboard artist            |
| 1991 | Teenage Mutant Ninja Turtles: Planet of the Turtleoids |                                              | Storyboard conforming        |
| 1993 | Psycho Cop 2                                           | Schrijver                                    |                              |
| 2010 | verschrikkelijk ikke                                   |                                              |                              |
| 2011 | Phineas and Ferb the Movie: Dwars door de 2de dimensie | Dr. Heinz Doofenshmirtz (1e en 2e dimensies) | Schrijver Regisseur Producer |

### Televisie
| Jaar      | Serie                 | Rol                                          | Notities                                                                |
| --------- | --------------------- | -------------------------------------------- | ----------------------------------------------------------------------- |
| 1991      | James Bond Jr.        |                                              | Storyboard conforming                                                   |
| 1992-1996 | The Simpsons          |                                              | Storyboard artist Ontwerpen personages                                  |
| 1993-1996 | Rocko's Modern Life   |                                              | Schrijver Regisseur Storyboard artist Songwriter                        |
| 1994      | The Critic            |                                              | Ontwerper personages                                                    |
| 1996-1999 | Hey Arnold!           |                                              | Storyboard artist Regisseur                                             |
| 1999      | CatDog                |                                              | Storyboard artist                                                       |
| 2000-2007 | Family Guy            |                                              | Storyboard artist regisseur                                             |
| 2001-2004 | SpongeBob SquarePants |                                              | Writer Storyboard artist                                                |
| 2007-2015 | Phineas and Ferb      | Dr. Heinz Doofenshmirtz afzonderlijke rollen | Bedenker Uitvoerend producent Stemacteur Schrijver Regisseur Songwriter |
| 2016-2019 | Milo Murphy's Law     | Vinnie Dakota Dr. Heinz Doofenshmirtz        | Regisseur Uitvoerend producent                                          |